# Duékoué
Duékoué (ˈdwekweɪ) je město v regionu Moyen-Cavally na jihozápadě Pobřeží slonoviny. Na začátku roku v něm žilo zhruba 75 tisíc lidí.
29. března 2011 bylo v bojích souvisejících se spory mezi dosavadním prezidentem Gbagbem a jeho mezinárodně uznaným nástupcem Ouattarou zabito v Duékoué nejméně 800 lidí.